# Kristina Brounéus
Eva Kristina Birgitta Brounéus (* 25. November 1974 in Ramsele) ist eine ehemalige schwedische Biathletin. Sie startete in den 1990er und 2000er Jahren bei sieben Biathlon-Weltmeisterschaften und einmal bei Olympischen Spielen.
Kristina Brounéus, Tourismusmanagerin und zeitweise auch Sportsoldatin aus Ramsele, betreibt Biathlon seit 1990 und tritt für den Verein 121 IF Solleftea an. Die in Östersund lebende Hobbiejägerin debütierte 1995 in ihrer Heimat Östersund im Biathlon-Weltcup. Bei ihrem ersten Rennen, einem Einzel, kam sie als 58. ins Ziel. Nur wenig später konnte Brounéus in Ruhpolding bei den Biathlon-Weltmeisterschaften 1995 starten. Dort wurde die Schwedin 46. im Einzel, 55. im Sprint und an der Seite von Susanne Hjert, Magdalena Forsberg und Maria Schylander Zehnte mit der Staffel. Zum Auftakt der Saison 1996/97 gewann sie als 24. der Verfolgung in Lillehammer ihre ersten Weltcuppunkte. In Osrblie erreichte sie im Rahmen der Biathlon-Weltmeisterschaften 1996 einige ihrer besten internationalen Ergebnisse. Im Sprint wurde sie 26., in der Verfolgung 28. und Elfte im Einzel. Der elfte Rang war zugleich Brounéus zweitbestes Weltcupergebnis in ihrer Karriere. Auf der Weltcupstation nach der WM im japanischen Nozawa Onsen, der Strecke auf der ein Jahr später die olympischen Biathlonwettbewerbe der Spiele von Nagano durchgeführt wurden, erreichte sie als Achte ihr einziges Top-Ten-Ergebnis.
Die Olympischen Spiele von Nagano sollten der sportliche Höhepunkt in der Karriere Brounéus' werden, auch wenn die Ergebnisse nur mittelmäßig waren. Im Einzel kam sie auf dem 64. Platz, im Sprint auf Rang 50 und mit der Staffel wurde sie mit Forsberg, Schylander und Eva-Karin Westin Zehnte. Abgesehen von den Olympischen Spielen von Salt Lake City 2002 nahm die Schwedin zwischen 1999 und 2004 an allen weiteren jährlichen Großereignissen im Biathlon teil. Nie konnte sie sich jedoch noch einmal unter den besten 40 platzieren, besser als unter den besten 50 auch nur beim Einzel am Holmenkollen in Oslo 2000. Im Weltcup lief sie zunächst weiterhin immer wieder in die Punkteränge, zuletzt jedoch in der Saison 2000/2001. Ihr letztes Weltcuprennen lief Brounéus 2004 in Östersund. Zwischen 2001 und 2004 lief sie in Schweden auch mehrere Rennen im Rahmen des FIC-Cups der Skilangläufer.

## Biathlon-Weltcup-Platzierungen
Die Tabelle zeigt alle Platzierungen (je nach Austragungsjahr einschließlich Olympische Spiele und Weltmeisterschaften).
- 1.–3. Platz: Anzahl der Podiumsplatzierungen
- Top 10: Anzahl der Platzierungen unter den ersten zehn (einschließlich Podium)
- Punkteränge: Anzahl der Platzierungen innerhalb der Punkteränge (einschließlich Podium und Top 10)
- Starts: Anzahl gelaufener Rennen in der jeweiligen Disziplin

| Platzierung | Einzel | Sprint | Verfolgung | Massenstart | Team | Staffel | Gesamt |
| ----------- | ------ | ------ | ---------- | ----------- | ---- | ------- | ------ |
| 1. Platz    |        |        |            |             |      |         |        |
| 2. Platz    |        |        |            |             |      |         |        |
| 3. Platz    |        |        |            |             |      |         |        |
| Top 10      | 1      |        |            |             | 1    | 4       | 6      |
| Punkteränge | 4      | 4      | 2          | 1           | 2    | 9       | 22     |
| Starts      | 25     | 49     | 18         | 1           | 2    | 11      | 106    |